# ماركو ريشتر
ماركو ريختر (بالألمانية: Marco Richter) (24 نوفمبر 1997 بفريدبرغ في ألمانيا - ) هو لاعب كرة قدم ألماني في مركز الهجوم. لعب مع بايرن ميونخ.

## وصلات خارجية
- ماركو ريشتر على موقع الاتحاد الأوربي (الإنجليزية)
- ماركو ريشتر على موقع قاعدة بيانات كرة القدم.إي يو (الإنجليزية)
- ماركو ريشتر على موقع بيانات كرة القدم. دي إي (الألمانية)
- ماركو ريشتر على موقع Soccerway.com (الإنجليزية)
- ماركو ريشتر على موقع عالم كرة القدم.نت (الإنجليزية)
- ماركو ريشتر على موقع أوليمبيديا (الإنجليزية)
- ماركو ريشتر على موقع اللجنة الأولمبية الألمانية (الألمانية)